# Live at Budokan (Stormtroopers of Death)
Live at Budokan è l'unico album live della band punk metal statunitense Stormtroopers of Death. Il disco fu registrato ad un concerto di riunione nel 1992, e include molte delle tracce del primo album Speak English or Die e tracce inedite, oltre a cover di Ministry, Nirvana e Fear. Sebbene il titolo richiami il noto locale Budokan giapponese, l'album è stato registrato a New York City, in un concerto al club The Ritz, dove la band si esibì insieme a Agnostic Front e Morbid Angel.
La versione giapponese contiene tre tracce aggiuntive: The Ballad of Jim Morrison, The Ballad of Freddie Mercury e United and Strong.

## Tracce
1. Intro – 0:36
2. March of the SOD – 2:02
3. Sargent D and the SOD – 2:47
4. Kill Yourself – 2:55
5. Momo – 0:43
6. Pi Alpha Nu – 2:58
7. Milano Mosh – 1:42
8. Speak English or Die – 3:37
9. Chromatic Death – 1:04
10. Fist Banging Mania – 2:32
11. The Camel Boy – 0:23
12. No Turning Back – 0:51
13. Milk – 2:07
14. Vitality – 1:23
15. Fuck the Middle East – 0:54
16. Douche Crew – 2:04
17. Get a Real Job (M.O.D. cover) – 2:44
18. The Ballad of Jimi Hendrix – 0:34
19. Livin in the City (Fear cover) – 2:08
20. Pussy Whipped – 3:29
21. Stigmata (Ministry cover) – 2:53
22. Thieves (Ministry cover) – 1:45
23. Freddy Krueger – 3:04
24. Territorial Pissings (Nirvana cover) – 2:46
25. United Forces – 3:20

## Formazione
- Billy Milano – voce
- Scott Ian – chitarra, voce d'accompagnamento, voce in Thieves, batteria in Territorial Pissings e United Forces
- Dan Lilker – basso, voce d'accompagnamento
- Charlie Benante – batteria, chitarra in Territorial Pissings e United Forces